# クィントゥス・マルキウス・ピリップス (紀元前186年の執政官)
クィントゥス・マルキウス・ピリップス（ラテン語: Quintus Marcius Philippus、紀元前229年頃 - 紀元前164年）は、紀元前2世紀初頭の共和政ローマの政務官。紀元前186年と紀元前169年にコンスル（執政官）、紀元前164年にはケンソル（監察官）を務めた。

## 出自
ピリップスはプレプス（平民）であるマルキウス氏族の出身である。紀元前367年のリキニウス・セクスティウス法によりプレプスも執政官になることが認められると、マルキウス氏族も高位の役職を得るようになった。後の紀元前1世紀に作られた系図では伝説的な愛国者グナエウス・マルキウス・コリオラヌスを先祖としているが、これが正しいとすれば王政ローマの第4代王アンクス・マルキウスにたどり着き、さらに母方をたどると第2代王ヌマ・ポンピリウスにつながる。古代の系図学者は、マルキウス氏族はヌマ・ポンピリウスの血をひくことから、軍神マールスの子孫としている。
紀元前4世紀半ばのガイウス・マルキウス・ルティルスは、プレプス出身者として始めて独裁官（ディクタトル）とケンソルに就任し、また執政官を四度務めている。この点について、ドイツの歴史家ミュンツァーは、マルキウス氏族は実際にはパトリキ（貴族）の起源を持つと推察している。
氏族の内ピリップスのコグノーメン（第三名、家族名）を持つもので最初に執政官となったのは、クィントゥス・マルキウス・ピリップスで紀元前281年のことであった。古代の資料ではピリップスという家族名をマケドニア王の名前と結びつけているものもあるが、明らかに間違いである。歴史学的に見ると、この家族名はプブリリウス氏族やウェトゥリウス氏族にもある一般的な家族名であるピロから来ていると思われる。
カピトリヌスのファスティによればピリップスの父のプラエノーメン（第一名、個人名）はルキウス、祖父はクィントゥスである。父ルキウスに関する記録はないが、祖父は紀元前281年の執政官クィントゥス・マルキウス・ピリップスと推察される。

## 経歴

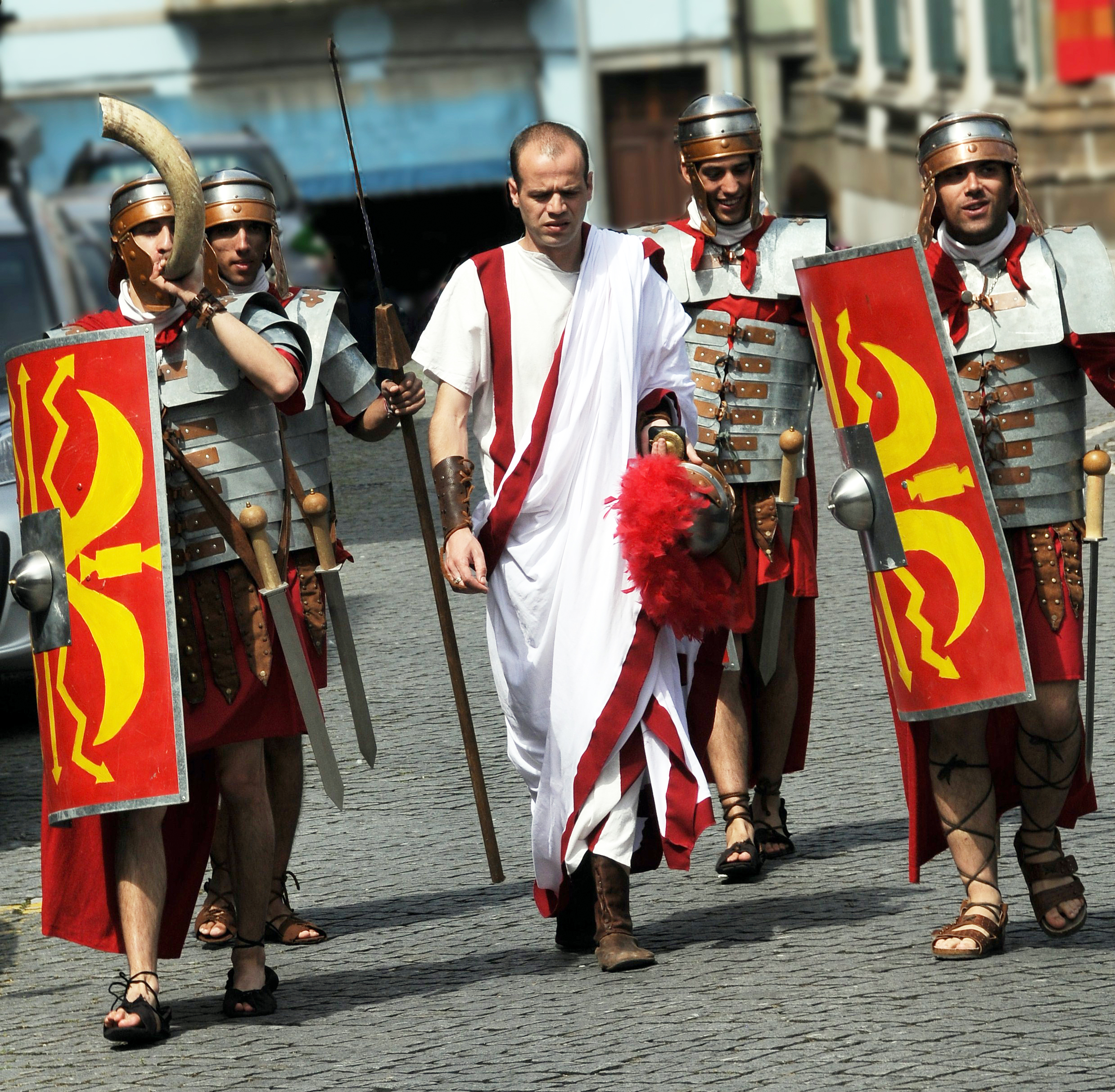
ローマ軍団兵と執政官。現代における再現シーン

ティトゥス・リウィウスが紀元前169年の出来事を語る際に「彼は60歳を超えていた」としていることから、ピリップスの生まれた年は紀元前229年とされている。このため、ピリップスは第二次ポエニ戦争の末期に兵役に就く必要があった。ミュンツァーは、この時期にピリップスが後のキャリアの基礎を築いたとしている。実際にピリップスが資料に登場するのは紀元前188年のことであり、プラエトル（法務官）としてシキリア属州を統治した。
翌年末の執政官選挙にピリップスは立候補して当選、紀元前186年の執政官に就任した。同僚法務官はスプリウス・ポストゥミウス・アルビヌスであった。就任直後にバッカス祭事件の調査をしなければならなかった。ローマや他のイタリア都市で、バッカス教の信者が増えていたが、バッカス祭に乗じて「男女の乱交に限られたものではなく、虚偽の証人、印鑑や遺言書の偽造、虚偽の情報提供、さらには家族の毒殺や殺人も行われていた」のだ。元老院はこれを重大な脅威とみなし、両執政官に調査を要求したため、二人はローマに留まらなければならなかった。ピリップスとアルビヌスは犯罪に関与したバッカス教信者を処刑し、罪を犯していないものも拘束した。ティトゥス・リウィウスは数千の信者がいたとするが、結局7000人以上が処分された。
その後、両執政官はリグリアに向かうよう命じられた。ピリップスが先に出発し、アプアン族を攻撃した。しかしローマ軍の山中の渓谷で奇襲を受け敗北した。4000人以上が戦死したが、ピリップスはこれを隠そうとして現地にとどまり、ローマには年末まで戻らなかった。しかし、結局敗北はローマに知れ渡り、戦場は「マルキウス峠」と呼ばれることになる。
次にピリップスが歴史に登場するのは紀元前183年である。元老院はピリッポス5世が第二次マケドニア戦争後に締結された条約を遵守しているかを確認するために、ピリップスをマケドニアに大使として派遣した。ピリポスは国王にトラキア沿岸のギリシアの都市からマケドニア軍を撤退させ、当時メセナとアカイア同盟との間で確執が起こっていたペロポネソスを訪問した。ローマに戻った彼は元老院に、ピリッポス5世は「いつまでもローマ人との敵対関係を止めないだろう」と報告し、アカイア人は「傲慢に満ちていて、すべての問題を自分たちで決めようとしている」報告した。
紀元前180年、死去したガイウス・セルウィリウス・ゲミヌスに代わって、ピリップスはシビュラの書担当十人官に就任した。十人官の多くがその後数年の間に死亡したため、ピリップスはその第一人者となった。このあと、ローマでは長期に渡って伝染病が蔓延したが、その平癒のためにピリップスは紀元前174年に一日の祈りを主催した。

### 第三次マケドニア戦争
マケドニアとの新しい戦争は避けられないものとなったが、まだ開戦する前の紀元前172年ピリップスは再び外交使節の長としてバルカン半島に赴いた。同行した他の使節はアウルス・アティリウス・セッラヌス、プブリウス・コルネリウス・レントゥルス、セルウィウス・コルネリウス・レントゥルス、およびルキウス・デキミウスであった。彼らは千人からなる分遣隊とともにケファロニア島に渡り、そこで二手に別れた。ピリップスとセッラヌスはエペイロス、アエトリア、テッサリアを巡り、戦争となったらローマに味方するように説得した。ペーネイオス川の川岸で、大使達はマケドニア王ペルセウスと会談を持った。ペルセウスはピリップスとの個人的な関係を頼りにしており、再度友人関係を構築しようとした。ピリップスはペルセウスを和平の可能性があると欺き、ローマに使者を送って交渉を続けるよう説得することにより時間を稼いだ。リウィウスには「事実、ローマ人はその時点で戦争の準備ができていなかった。軍隊も編成されておらず、指揮官も任命されていなかった。一方ペルセウスがは全ての準備を完了し、完全に装備されていた軍隊を持っていた。ペルセウスが和平の希望に目がくらんでいなければ、最高の時に戦争を開始でき、ローマにとっては最悪の状態になっていただろう」と記している。
続いてピリップスとセッラヌスはボイオーティアへ向かい、ボイオーティア同盟を解散して各都市がローマの保護下に入るように説得した。さらにエウボイア島とペロポネソス半島の諸都市を訪ねた。冬が始まると、彼らはローマに戻った。何人かの元老院議員は、彼らのギリシアでの交渉には価値がないと非難したが、多くは彼らの活動全てを承認した。ピリップスは再びギリシアに渡ることになるが、今度は軍を率いてであった。ピリップスは二つの都市を強襲し、続いてハルキスでローマ海軍と合流した。
ローマを長期間不在にしていたにもかかわらず、ピリップスは169年に再び執政官に選ばれた。同僚のパトリキ執政官はグナエウス・セルウィリウス・カエピオであった。抽選の結果、ピリップスはマケドニアとの戦争を担当することになったが、現地の状況はあまり良くなかった。軍の指揮はプロコンスル（前執政官）プブリウス・リキニウス・クラッススと執政官アウルス・ホスティリウス・マンキヌスが持っていたが両者ともに敗北し、軍には脱走者が多数出ていた。
二度目の執政官に就任したピリップスは、5000人の兵士を率いてブルンディシウム（現在のブリンディジ）からアカルナニアへと渡った。ローマ艦隊の司令官は親戚（おそらくいとこ）のガイウス・マルキウス・フィグルスであった。テッサリアのパレファルサルの近くで、ピリップスはマンキヌスの軍隊を引き継ぎ、マケドニアへと向かった。山中を行軍していると、敵が攻撃してきた。その後の戦いも、明らかにマケドニアが有利であった。シケリアのディオドロスは、「岩と渓谷に挟まれた敵の全軍を殲滅するには、角笛を鳴らして信号を送るだけでよかった」と記しているが、ペルセウスは戦いを激化することはしなかった。ピリップスはすでに高齢で非常に太っていたが、全ての軍事的な仕事をこなした。ピリップスは軍を率いて山を越え、マケドニアの平地に降りていった。ペルセウスは、ローマ人がこのような大胆な一歩を踏み出すとは思っていなかったのでパニックを起こし、慌てて艦隊を燃やし、国庫を海に沈めるように命じた。しかし、ピリップスは供給が困難であったために、それ以上の進撃はせずテッサリア国境から動かなかった。
南マケドニアに滞在するピリップスの元に、アカイア同盟が使節を送ってきた。その中には後の歴史家ポリュビオスも含まれていた。アカイア同盟はローマへの軍事援助を申し出たが、ピリップスは「ローマは同盟を必要としない」とこれを断った。また、別の軍司令官であるアッピウス・クラウディウス・ケントに援軍を送ることも禁止した。ピリップスはテッサリア国境で冬営し、紀元前168年の初めに、新たな執政官であるルキウス・アエミリウス・パウッルスに軍を引き渡した。このパウッルスがペルセウスを捕虜にして戦争に勝利し、マケドニクスを名乗ることとなる。

### 晩年
ピリップスの軍事的な業績はさほどのものでもなかったが、紀元前164年にケンソルに就任した。同僚はルキウス・アエミリウス・パウッルス・マケドニクスであった。両者は人口調査を行い、337,452人としている。元老院議員と騎士階級の名簿見直しは穏やかなものであり、元老院から除名されたのは三名に留まった。プリンケプス・セナトゥス（元老院筆頭）は、マルクス・アエミリウス・レピドゥス (紀元前187年の執政官)で、これが四回目であった。
キケロは、ピリップスがケンソルを務めている間に、フォルムにコンコルディアの像を建立したと述べている。紀元前164年以降、ピリップスの名前は資料に登場しない。

## 子孫

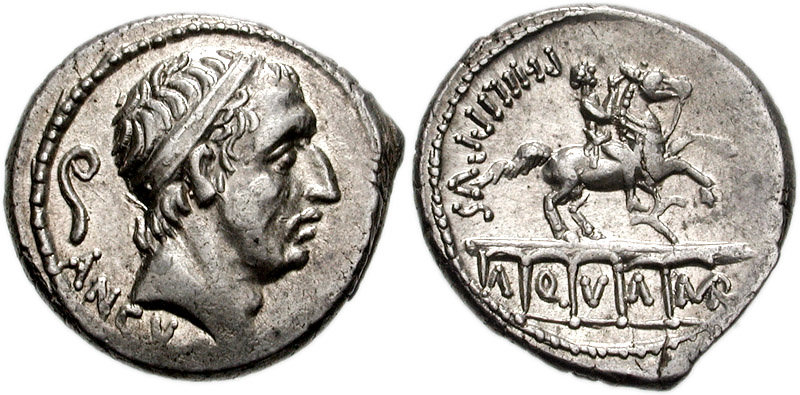
アンクス・マルキウスの刻まれたデナリウス銀貨。裏面にはマルキア水道とその上にPhilippusと刻まれている。

ピリップスには同名の息子がいたが、マケドニア遠征の関連して言及されているのみである。孫のクィントゥスは造幣官を務め、ひ孫のルキウス・マルキウス・ピリップスは紀元前91年に執政官となったが、マルクス・リウィウス・ドルスス (護民官)の政敵として知られている。玄孫のルキウス・マルキウス・ピリップスも紀元前56年に執政官となり、オクタウィアヌスの母アティア・バルバ・カエソニアと再婚した。おそらく、このルキウスの息子は、その先祖であるピリップスの肖像が描かれたデナリウス銀貨を発行した造幣官であった。

## 評価
ドイツの歴史家ミュンツァーはピリップスをその時代の最高のローマ外交官の一人と呼んでいる。同時に、ピリップスは軍事面では平凡な指揮官であった。このことは、ルキウス・アエミリウス・パウッルス・マケドニクスが指揮権を引き継いだ直後に、マケドニアのペルセウスに完勝したという事実からも裏付けられる。

## 参考資料

### 古代の資料
- シケリアのディオドロス『歴史叢書』
- ティトゥス・リウィウス『ローマ建国史』
- オロシウス『異教徒に反駁する歴史』
- プルタルコス『対比列伝』
- ポリュビオス『歴史』
- ガイウス・スエトニウス・トランクィッルス『皇帝伝』
- キケロ『彼の家について』
- カピトリヌスのファスティ

### 研究書
- Kovalev S. History of Rome. - M .: Polygon, 2002 .-- 864 p. - ISBN 5-89173-171-1 .
- Shofman A. History of Ancient Macedonia . - Kazan: Kazan University Press, 1963.
- Broughton R. Magistrates of the Roman Republic. - New York, 1951. - Vol. I. - P. 600.
- Münzer F. Marcius // Paulys Realencyclopädie der classischen Altertumswissenschaft . - 1930.- T. IV . - P. 1535-1540.
- Münzer F. Marcius 74 // Paulys Realencyclopädie der classischen Altertumswissenschaft . - 1930.- T. IV . - P. 1561-1562.
- Münzer F. Marcius 79 // Paulys Realencyclopädie der classischen Altertumswissenschaft . - 1930.- T. IV . - P. 1573-1579.
- Münzer F. Marcius 80 // Paulys Realencyclopädie der classischen Altertumswissenschaft . - 1930.- T. IV . - P. 1579.
- Münzer F. Römische Adelsparteien und Adelsfamilien. - Stuttgart, 1920 .-- P. 437.